# 楊秋玲
楊秋玲（1936年—2009年9月12日），中国京劇表演艺术家，工旦行，是梅蘭芳在中華人民共和國成立后收的女弟子。

## 生平
1950年考進中華人民共和國文化部的中國戲曲學校（現在的中國戲曲學院和中國戲曲學院附中）學習京劇表演藝術，受王瑤卿、趙桐珊、程硯秋等先生教。
1958年畢業參加中國京劇院（現在的中國國家京劇院）工作。
她在中國京劇院四團排演的《杨门女将》裡飾主要角色穆桂英，由崔嵬、陳懷皚拍成彩色京劇電影，很有影響。
2008年1月26日，她列進中華人民共和國文化部公布的第2批国家级非物质文化遗产项目551名代表性传承人名单。